# Agtjärnen
Agtjärnen är en sjö i Hudiksvalls kommun i Hälsingland och ingår i Delångersåns huvudavrinningsområde.